# Asa'el
Asa'el nebo Micpe Asa'el (hebrejsky: עשהאל) je malá izraelská osada ležící na Západním břehu Jordánu v distriktu Judea a Samaří a v Oblastní radě Har Chevron.
Nachází se v nadmořské výšce cca 670 metrů v jižní části Judska a Judských hor respektive na pomezí jižní části Judských hor nazývané Hebronské hory (Har Chevron) a Negevské pouště. Asa'el leží cca 17 kilometrů jihojihozápadně od centra Hebronu, cca 48 kilometrů jihozápadně od historického jádra Jeruzalému a cca 82 kilometrů jihovýchodně od centra Tel Avivu. Asa'el je na dopravní síť Západního břehu Jordánu napojen pomocí a místní silnice číslo 317.
Asa'el leží necelé 2 kilometry od Zelené linie oddělující Západní břeh Jordánu od Izraele v jeho mezinárodně uznávaných hranicích. Na jižní, východní a západní straně se rozkládá řídce obydlená polopouštní krajina s převahou židovských sídel, na severu pak palestinská sídla (zejména město As-Samu).

## Dějiny
Asa'el leží na Západním břehu Jordánu, jehož osidlování bylo zahájeno Izraelem po jeho dobytí izraelskou armádou, tedy po roce 1967. Tato osada vznikla bez předchozího schválení izraelské vlády na jaře 2002. V červnu 2004 se tu uvádělo již cca dvacet stálých obyvatel. Zástavbu tvořilo sedm mobilních karavanů. Elektřinu poskytoval generátor. Zakladateli osady byla skupina mládeže z nedaleké vesnice Livne. Cílem akce mělo být zajištění izraelské kontroly nad touto neosídlenou krajinou podél silnice číslo 317 a výhledově zde umožnit rozšíření lesa Jatir. V Micpe Asa'el pobývá podle internetových stránek osady Livne šest rodin.
V okolí Asa'el se odehrávají potyčky mezi místními osadníky a Palestinci, kteří si nárokují zdejší zemědělské pozemky. V roce 2008 byli kvůli těmto potyčkám tři muži z Asa'el vzati do vazby.

## Demografie
Asa'el není oficiálně uznáván izraelskou vládou a proto neexistují přesné statistiky o počtu obyvatel. Databáze organizace Peace Now zde k roku 2007 uvádí 17 obyvatel.